# Ediciones Era
Editorial Era —también conocida como Ediciones Era— es una empresa editorial mexicana, fundada en 1960 por Vicente Rojo, José Azorín y los hermanos Neus, Jordi y Quico Espresate. La editorial tuvo como objetivo inicial publicar a autores con propuestas nuevas tanto en los contenidos como en las formas. El nombre proviene de las siglas de los fundadores (Espresate, Rojo y Azorín), quienes tenían en común entre otras cosas que eran exiliados españoles y compañeros de trabajo en una imprenta.
Una de las características de la editorial es que muchos de sus libros son primeras obras de sus autores, como el caso del escritor José Emilio Pacheco, ganador del Premio Cervantes en el 2009, a quien la editorial le publicó a los 23 años su primer libro de poemas Los elementos de la noche, en 1963, y también a Gabriel García Márquez, a quien le publicó la primera edición de la novela El coronel no tiene quien le escriba.
En 1994 la editorial firmó un convenio para la edición simultánea con otras editoriales internacionales: LOM Ediciones de Chile, Ediciones Trilce de Uruguay y Txalaparta de España.
En 2011, el Colegido Académico de la Universidad Autónoma Metropolitana decidió otorgarle a Neus Espresate el doctorado honoris causa, por su contribución a  la difusión de conocimiento en las ciencias sociales.

## Catálogo
En la actualidad cuenta en su catálogo de más de 300 títulos con varios de los más importantes y conocidos escritores mexicanos y latinoamericanos como Fernando Benítez, Elena Poniatowska, Carmen Boullosa, Carlos Fuentes, Gabriel García Márquez, Carlos Monsiváis, Augusto Monterroso y José Revueltas.

“Era publica lo que las editoriales oficiales y la mayoría de las privadas no admiten: temas como el castrismo, la presencia de las trasnacionales, el nuevo colonialismo...”
Carlos Monsiváis